# Moqua Well
Der Moqua Well (Brunnen von Makwa, Moque Well, Mekua Well oder Makwa Well) ist ein rund 0,2 ha großer unterirdischer See, der sich im Distrikt Yaren von Nauru, einem  Inselstaat im Pazifischen Ozean, befindet.

## Geographische Lage
Der See befindet sich in der Moqua Cave (Moqua-Höhle), einer Kalkstein-Höhle auf dem Zentralplateau. Diese Höhle befindet sich unterhalb des Grundwasserspiegels des Plateaus, was zur Folge hat, dass trinkbares Grundwasser in die Höhle strömt und den See entstehen lässt. Eine hydrologische Verbindung zur rund 700 Meter nördlich gelegenen Buada-Lagune besteht nicht.

## Geschichte
Im Verlauf des Zweiten Weltkriegs stellte der Moqua Well eine primäre Süßwasserquelle für die Bevölkerung dar.  In der Gegenwart fungiert er als eine bescheidene Sehenswürdigkeit inmitten einer allgemein spärlichen touristischen Infrastruktur Naurus, erfährt jedoch regelmäßigen Besuch durch die begrenzte Anzahl an Touristen, die die Inselnation aufsuchen.

## Unfälle
Im Jahr 2001 kam es zu einem tragischen Vorfall, bei dem ein unter Alkoholeinfluss stehender Mann in dem See ertrank. Als Reaktion auf diesen Unfall wurde eine Absperrung um das Gebiet errichtet, um zukünftige tödliche Zwischenfälle zu verhindern.